# Józef Spyt
Józef Spyt (ur. 25 grudnia 1930 w Zabrzu, zm. 1 sierpnia 2007) – polski gaziarz, poseł na Sejm PRL VI kadencji.

## Życiorys
Uzyskał wykształcenie podstawowe, z zawodu gaziarz. W 1946 został gońcem w Zabrzańskim Zjednoczeniu Przemysłu Węglowego, a od 1949 pracował w Zakładach Koksowniczych „Zabrze-Makoszowy”. W 1972 uzyskał mandat posła na Sejm PRL w okręgu Gliwice z ramienia Polskiej Zjednoczonej Partii Robotniczej. Zasiadał w Komisji Budownictwa i Gospodarki Komunalnej.